# Amused to Death
Amused to Death je třetí studiové album britského hudebníka Rogera Waterse, který je známý jako člen skupiny Pink Floyd, od které odešel v roce 1985. Album vyšlo v roce 1992 (viz 1992 v hudbě) a v britském žebříčku prodejnosti hudebních desek se umístilo nejvýše na osmém místě.
Amused to Death je koncepční album, které popisuje Watersovu deziluzi ze západní kultury, zvláště z vlivu televizí a masmédií na obyčejné lidi. Deska i její název je inspirován knihou Ubavit se k smrti (v anglickém originále Amusing Ourselves to Death) od Neila Postmana, kritika televize a s ní spojené kultury. Ideou alba je opice sedící před televizorem a náhodně přepínající kanály, na kterých objevuje různá politická i sociální témata. Např. skladby „The Perfect Sense“ a „The Bravery of Being Out of Range“ kritizují válku v Zálivu, píseň „Watching TV“ odkazuje na incidenty, které se v roce 1989 staly na pekingském náměstí Nebeského klidu.
Album nenahrála stabilní skupina hudebníků, ale vzhledem k délce nahrávání (1988–1992) množství pozvaných, hostujících umělců. Koncertní turné nebylo k albu Amused to Death uspořádáno.
Jako singly vyšly skladby „What God Wants, Part 1“, „The Bravery of Being Out of Range“ a „Three Wishes“.

## Seznam skladeb
Všechny skladby napsal(i) Roger Waters. 
| Pořadí         | Název                                       | Délka |
| -------------- | ------------------------------------------- | ----- |
| 1.             | The Ballad of Bill Hubbard (instrumentální) | 4:19  |
| 2.             | What God Wants, Part 1                      | 6:00  |
| 3.             | Perfect Sense, Part 1                       | 4:16  |
| 4.             | Perfect Sense, Part 2                       | 2:50  |
| 5.             | The Bravery of Being Out of Range           | 4:43  |
| 6.             | Late Home Tonight, Part 1                   | 4:00  |
| 7.             | Late Home Tonight, Part 2                   | 2:13  |
| 8.             | Too Much Rope                               | 5:47  |
| 9.             | What God Wants, Part 2                      | 3:41  |
| 10.            | What God Wants, Part 3                      | 4:08  |
| 11.            | Watching TV                                 | 6:07  |
| 12.            | Three Wishes                                | 6:50  |
| 13.            | It's a Miracle                              | 8:30  |
| 14.            | Amused to Death                             | 9:06  |
| Celková délka: | Celková délka:                              | 72:45 |

## Obsazení
- Roger Waters – zpěv (všechny skladby kromě 1), baskytara (2, 3), syntezátory (2, 4), kytara (5, 11, 14)
- Patrick Leonard – klávesy (všechny skladby kromě 6 a 7), programování perkusí (1), aranžmá sboru (2, 9, 10, 11, 13), vokály (4), piano (11, 13), Hammondovy varhany (5), syntezátory (5, 13)
- Jeff Beck – kytara (1, 2, 10, 11, 12, 13, 14)
- Randy Jackson – baskytara (2, 9)
- Graham Broad – bicí (všechny skladby kromě 1, 5, 11 a 13), perkuse (6, 7)
- Luis Conte – perkuse (všechny skladby kromě 2, 5, 9, 11, 13 a 14)
- Geoff Whitehorn – kytara (2, 8, 10, 14)
- Andy Fairweather-Low – kytara (2, 6, 7, 8, 9, 11, 12), vokály (6, 7)
- Tim Pierce – kytara (2, 5, 9, 12)
- B. J. Cole – kytara (3, 4)
- Steve Lukather – kytara (3, 4, 8)
- Rick DiFonso – kytara (3, 4)
- Bruce Gaitsch – kytara (3, 4)
- James Johnson – baskytara (všechny skladby kromě 1, 2, 5, 9 a 11)
- Brian Macleod – vířivý buben (3, 4), hi-hat činel (3, 4)
- John Pierce – baskytara (5)
- Denny Fongheiser – bicí (5)
- Steve Sidwell – kornet (6, 7)
- John Patitucci – baskytara (11)
- Guo Yi & the Peking Brothers – dulcimer, loutna, zhen, hoboj, baskytara (11)
- John Bundrick – Hammondovy varhany (12)
- Jeff Porcaro – bicí (13)
- Marv Albert – vokály (4)
- Katie Kissoon – vokály (2, 8, 9, 12, 14)
- Doreen Chanter – vokály (tracks 2, 8, 9, 12, 14)
- N'Dea Davenport – vokály (2)
- Natalie Jackson – vokály (2, 5)
- P. P. Arnold – zpěv (3, 4)
- Lynn Fiddmont-Linsey – vokály (5)
- Jessica Leonard – vokály (8)
- Jordan Leonard – vokály (8)
- Don Henley – vokály (11)
- Jon Joyce – vokály (13)
- Stan Laurel – vokály (13)
- Jim Haas – vokály (13)
- Rita Coolidge – vokály (14)
- Alf Razzell – vokály (1, 14)